# San Nicolás (Tequisquiapan)
San Nicolás es una comunidad perteneciente al Municipio de  Tequisquiapan en el estado mexicano de Querétaro. De acuerdo al último censo (2005), cuenta con una población de 5,107 habitantes, siendo de esta forma la localidad fuera de la cabecera municipal más poblada del municipio.

## Prehistoria

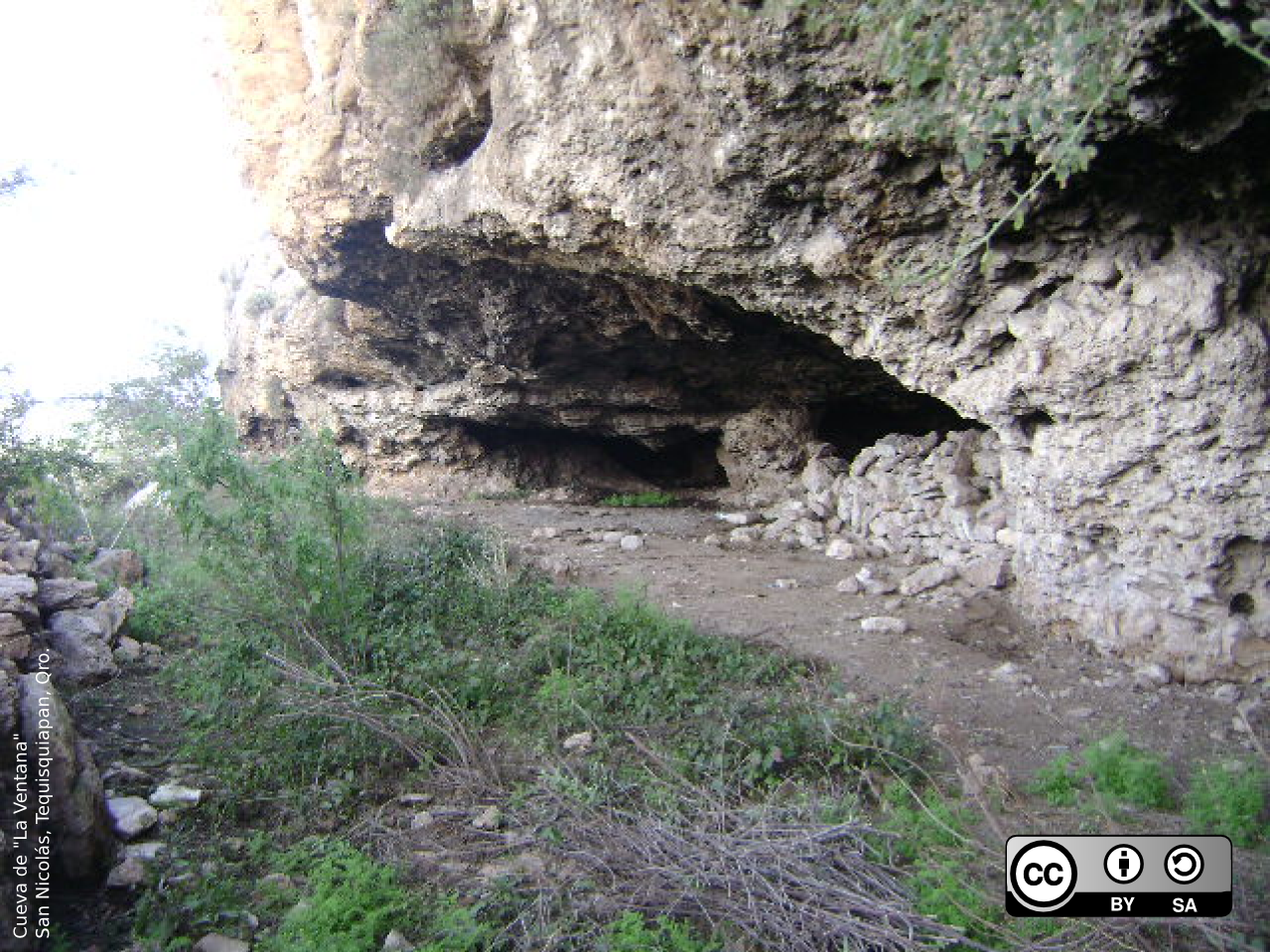
Cueva de la ventana, en San Nicolás, Tequisquiapan, donde la arqueóloga Cynthia Irwin-Williams encontró restos de huesos humanos de tres esqueletos, uno de los cuales corresponde a una antigüedad de entre 1500 y 2500 años a. C.

La localidad estuvo habitada desde la antigüedad por hombres primitivos cuyas características físicas y culturales se asemejan a la de los primeros pobladores de América que entraron por el  Estrecho de Bering de acuerdo a la teoría del poblamiento tardío en controversia con la teoría del poblamiento temprano. Según estudios de la arqueóloga Cynthia Irwin-Williams realizados a los restos de huesos humanos y utensilios encontrados en una cueva del "cerro de la bolita."

## Historia

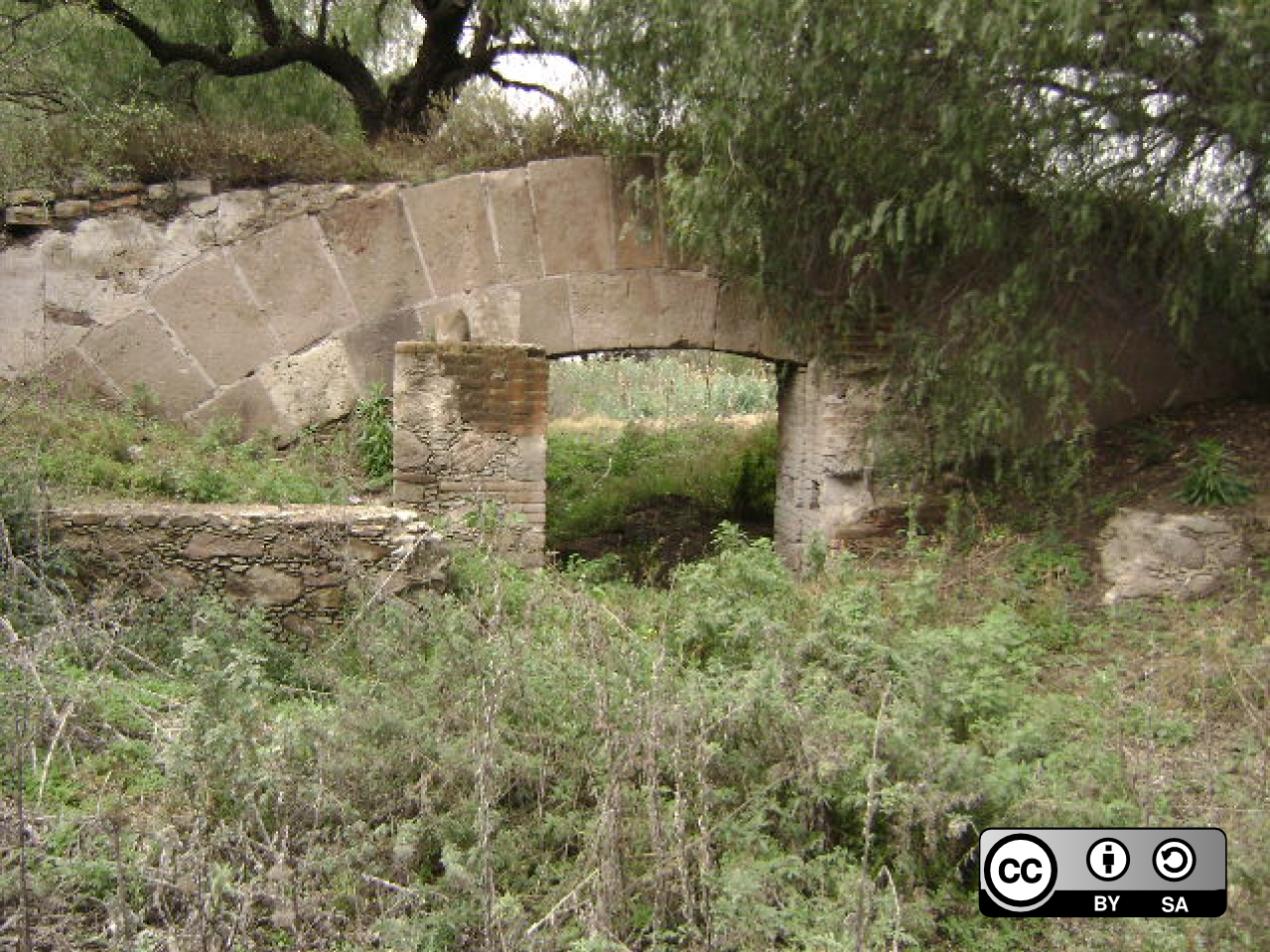
Puente de Piedra o Puente del Diablo, trazado por Fray Sebastián de Aparicio en San Nicolás, Tequisquiapan. Con una antigüedad aproximada de 450 años (2010).

### El Camino Real
El territorio que actualmente comprende San Nicolás fue en la época de la conquista paso obligado para los mercaderes que iban desde la Ciudad de México a las minas en el estado de Zacatecas, San Luis Potosí y el resto del norte de México. La misma función cumplió durante la reforma
Uno de los vestigios de dicha época es el puente de piedra o puente del diablo, trazado por Fray Sebastián de Aparicio que se encuentra en la ruta antes mencionada.

## Economía

### Industria del ladrillo
La economía de San Nicolás está basada principalmente en la producción de ladrillo rojo recocido para la construcción.

### Comercio y servicios
El comercio es otro factor importante en la economía de las familias que habitan San Nicolás, siendo pequeños negocios familiares los cuales brindan productos y servicios. También el día domingo de cada semana tiene lugar un  tianguis, uno de los más extendidos del Municipio.

### Agricultura
En menor medida, la agricultura juega un papel importante en la comunidad para subsistencia de las familias, aunque las tierras de cultivo carecen de sistemas de riego, son en su mayoría de temporal y las localizadas en las cercanías del Río San Juan que atraviesa dicha comunidad son regadas con sus  aguas residuales, siendo las tierras de riego propiedad de particulares hacendados dentro del territorio ejidal.

## Conflictos agrarios
En San Nicolás han tenido lugar importantes movimientos campesinos en defensa de la tierra principalmente en la década de los 80 y 90 contra la posesión de tierras en conflicto en poder del hacendado.

### Nuevos enfrentamientos
En la actualidad (2014-2015), nuevas tensiones y enfrentamientos se han suscitado por el conflicto de posesión de tierras, puesto que el hacendado y actual regidor por el PAN en el municipio de Tequisquiapan, quien además es dueño del hotel villa antigua y varias hectáreas de tierras de cultivo en esta comunidad, Gustavo Pérez Rojano, pretende perforar pozos de agua en tierras en conflicto con los ejidatarios de la comunidad.

## Contaminación ambiental y daños a la salud

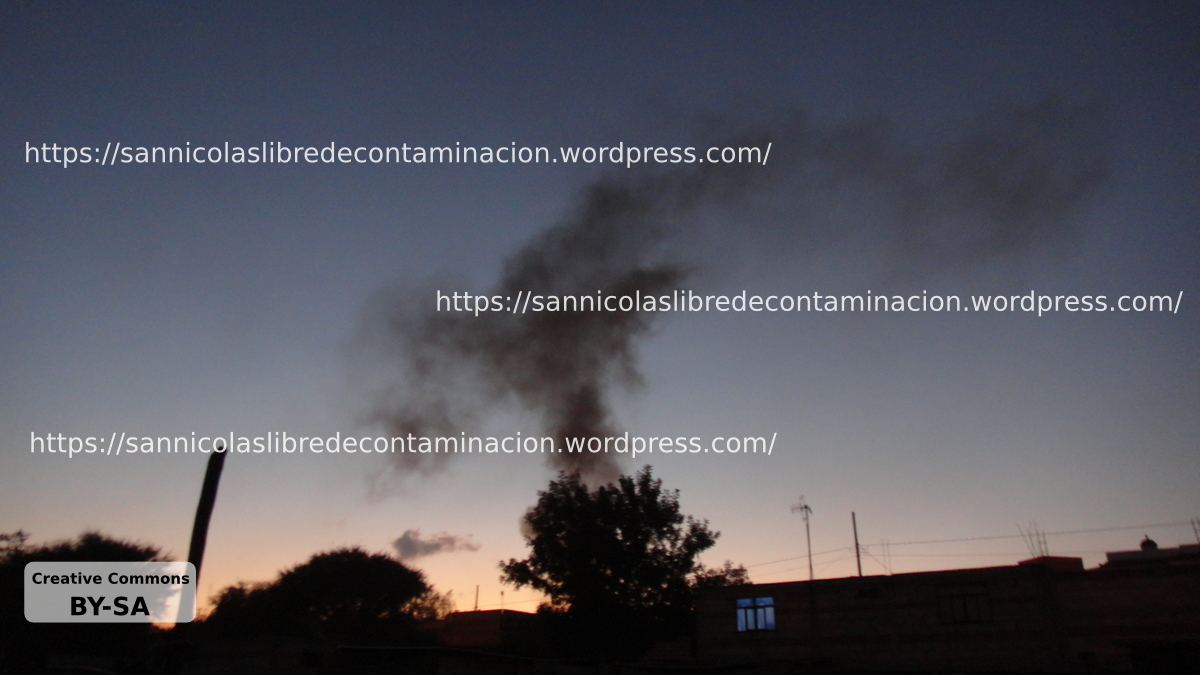
Horno de ladrillo emanando humo ubicado cerca del COBAQ. (Foto tomada el 2 de diciembre de 2014).

La industria de la elaboración de ladrillo rojo recocido, es además de la principal fuente de ingresos económicos de las familias de San Nicolás, una importante fuente de contaminación ambiental y perjudica la salud de sus habitantes.
Investigaciones realizadas por la Universidad Autónoma de Querétaro (UAQ), la Universidad Tecnológica de Querétaro (UTEQ) y la Universidad Nacional Autónoma de México (UNAM), confirman la presencia de sustancias  cancerígenas en el humo que emanan los hornos de dicha localidad. Entre las sustancias tóxicas se encuentran askareles o Policloruro de Bifenilo (PCB) sustancia prohibida en México desde el año 1970; aeromáticos polinucleares (PAH por sus siglas en inglés) y  dioxinas.

El Policloruro de bifenilo (PCB) está considerado según el Programa de las Naciones Unidas para el Medio Ambiente (PNUMA) como uno de los doce contaminantes más nocivos fabricados por el ser humano. Actualmente su uso está prohibido en casi todo el mundo¹

### Hornos "ecológicos"
El Presidente Municipal de Tequisquiapan, Luis Antonio Macías Trejo, colocó la primera piedra del primer horno ecológico de la comunidad de San Nicolás, que operará la Cooperativa de Ladrilleros de dicha comunidad.HORNO ECOLÓGICO Archivado el 9 de diciembre de 2014 en Wayback Machine.
El funcionamiento del nuevo sistema de producción de ladrillos, mediante el cual se reduce en un 80 por ciento la emisión de contaminantes a la atmósfera, que se ha convertido en uno de los principales problemas que enfrenta esa zona del Municipio.

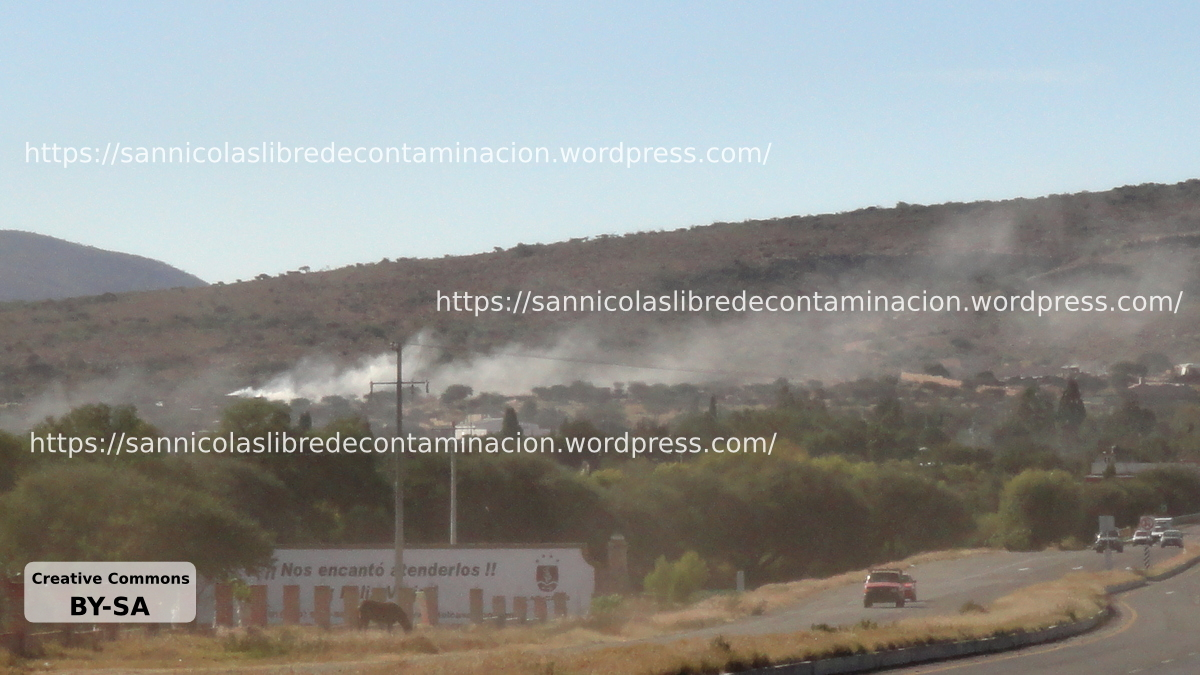
Humo de ladrilleras en San Nicolás. A pesar de la intensa campaña mediática del gobierno municipal por minimizar la problemática de contaminación con la introducción de hornos supuestamente ecológicos, las imágenes muestran otra realidad. (Foto tomada el 27 de noviembre de 2014).

Para la instalación de este primer equipo, Alvino Martínez, dirigente de la Cooperativa e integrante de una de las familias de ladrilleros más añejas de la comunidad, accedió a la demolición de su horno tradicional, que había operado durante décadas.
El nuevo sistema ecológico consiste en la construcción de dos hornos gemelos interconectados tipo bóveda modelo MK de proceso continuo, con capacidad para 7 mil 500 tabiques cada uno, que realizan funciones complementarias: mientras uno hornea una primera parte de los tabiques de barro en su interior, el calor se direcciona para secar los que se encuentran en el segundo.
En este proyecto participan junto con la Presidencia Municipal de Tequisquiapan, la Secretaría de Desarrollo Sustentable (Sedesu) del Poder Ejecutivo Estatal, la Secretaría del Medio Ambiente y Recursos Naturales (Semarnat), la Procuraduría Federal de Protección al Medio Ambiente (Profepa), la Procuraduría Estatal de Protección al Medio Ambiente y Desarrollo Urbano del Estado de Querétaro y el Instituto de Difusión de Tecnologías Sustentables.
Durante el evento acompañaron al Presidente Municipal Luis Antonio Macías Trejo, Alvino Martínez, representante de la Cooperativa de Ladrilleros de San Nicolás; Carlos Ríos y Enrique Magaña, fundadores del Instituto de Difusión de Tecnologías Sustentables; Guillermo Morales Ferrusca, secretario de Desarrollo Urbano, Vivienda, Obras Públicas y Ecología del Municipio; Tomás Arteaga Martínez, director de Desarrollo Urbano y Vivienda del Municipio; y Emilio Fernández Aarún, coordinador de Ecología Municipal.
Sin embargo, los hornos tradicionales aún siguen operando en San Nicolás así como la emisión de humo altamente tóxico, tal como lo denuncian ciudadanos de la localidad, donde además acusan al gobierno municipal de promover una intensa campaña publicitaria donde se lava las manos deslindándose de su responsabilidad al afirmar que con los supuestos "hornos ecológicos" cumple con su trabajo, acción puesta en duda.

### Distribución de desechos industriales prohibidos
Hace ya algunos años en las faldas del "cerro de la bolita" como lo conocen los habitantes del pueblo se incendiaron más de diez tambores que contenían productos químicos utilizados para la cocción del tabique, algunos de estos se comentaba eran productos de desechos industriales altamente tóxicos.
Dos de los principales proveedores de combustible a las ladrilleras de San Nicolás se acusan mutuamente de introducir desechos industriales prohibidos, cuyos daños a la población —según investigadores— será irreversible.
Según información emitida por la PROFEPA, 11 empresas en el estado de Querétaro utilizan askareles, cuyo nombre de las mismas se omite así como el destino de la mencionada sustancia empleada principalmente por PEMEX, CFE, y empresas para la fabricación de electrodomésticos. En 2005 investigadores universitarios detectaron la presencia de askareles en la sangre de niños de San Nicolás, Tequisquiapan.

## Tradiciones y costumbres

### Fiestas Patronales
Se festeja al patrón que es San Nicolás de Tolentino el día 10 de septiembre.